# Air Pegasus
Air Pegasus war eine indische Fluggesellschaft mit Sitz in Bangalore und Basis auf dem Flughafen Kempegowda.

## Geschichte
Air Pegasus wurde 2014 gegründet und nahm am 12. April 2015 den Flugbetrieb auf.
Am 8. November 2016 wurde Air Pegasus die Lizenz entzogen und die Airline musste den Betrieb einstellen. Im April 2017 gab die Gesellschaft jedoch bekannt, dass man den Betrieb nach neuen Investitionen mit einer ATR 72, die seit der Insolvenz der ehemaligen Kingfisher Airlines eingelagert worden war, wieder aufnehmen wolle.

## Flugziele
Air Pegasus bot von Bangalore aus Ziele in Südindien an.

## Flotte
Mit Stand Dezember 2015 bestand die Flotte der Air Pegasus aus zwei Flugzeugen des Typs ATR 72-500.